# Dimetopia cornuta
Dimetopia cornuta är en mossdjursart som beskrevs av Busk 1852. Dimetopia cornuta ingår i släktet Dimetopia och familjen Bugulidae. Inga underarter finns listade i Catalogue of Life.